# Argyreia congesta
Argyreia congesta är en vindeväxtart som beskrevs av Van Ooststr. Argyreia congesta ingår i släktet Argyreia och familjen vindeväxter. Inga underarter finns listade i Catalogue of Life.